# Les Misérables (film fra 2019)
 For alternative betydninger, se Les Misérables (flertydig). (Se også artikler, som begynder med Les Misérables)
Les Misérables er en fransk film instrueret af Ladj Ly fra 2019.

## Medvirkende
- Damien Bonnard som Stéphane Ruiz
- Alexis Manenti som Chris
- Djibril Zonga som Gwada
- Issa Perica som Issa
- Al-Hassan Ly som Buzz
- Steve Tientcheu som Borgmester